# Ice-T VI: Return of the Real
Ice-T VI: Return of the Real, anche noto come VI: Return of the Real, è il sesto album del rapper statunitense Ice-T. Pubblicato il 4 giugno del 1996, è distribuito dalla Rhyme $yndicate e dalla Virgin Records.

## Recensioni
| Recensione       | Giudizio |
| ---------------- | -------- |
| AllMusic         | [ 1 ]    |
| Robert Christgau | *        |
| Rolling Stone    | [ 3 ]    |
| NME              | [ 4 ]    |
| The Source       | [ 5 ]    |

Stephen Thomas Erlewine di Allmusic gli assegna un voto di 2.5/5 stelle, scrivendo: «come dice il titolo, Ice-T ritorna nelle strade e ai beats hardcore con il suo sesto album, Return of the Real. Il suo rifiuto del G-funk/gangsta rap post N.W.A è una mossa politica audace. Tuttavia [...] dimostra che non ha fatto grandi progressi dal 1991. Certo, alcune tracce suonano vivaci e vive, ma Return of the Real non può sfuggire al senso di stagnazione che permane attraverso l'intero album.»

## Tracce
1. Pimp Anthem – 4:35
2. Where the Shit Goes Down? – 5:20
3. Bouncin' Down the Strezeet (featuring Hot Dolla, Mr. Wesside & Powerlord JEL) – 3:50
4. Return of the Real – 4:58
5. I Must Stand (featuring Angela Rollins) – 4:02
6. A Lotta Niggas – 0:58
7. Rap Game's Hijacked – 5:31
8. How Does It Feel (featuring Big Rich & Mad Rome) – 4:30
9. The Lane – 3:45
10. Rap Is Fake – 0:44
11. Make the Loot Loop – 3:39
12. Syndicate 4 Ever (featuring Hot Dolla, L.P. & Powerlord JEL) – 4:05
13. The 5th – 4:26
14. It's Goin' Down – 0:33
15. They Want Me Back In (featuring Big Rich) – 3:09
16. Inside of a Gangsta (featuring Teddy, Big Rich & Mad Rome) – 4:03
17. Forced to Do Dirt – 4:55
18. Haters – 0:45
19. Cramp Your Style – 3:52
20. Real? – 1:38
21. Dear Homie (featuring Dre MC, Godfather & Hen-Gee) – 3:57

Durata totale: 73:15

## Classifiche

### Classifiche settimanali
| Classifica (1996)         | Posizione massima |
| ------------------------- | ----------------- |
| Stati Uniti               | 89                |
| US Top R&B/Hip-Hop Albums | 19                |